# Eurylomia similliforma
Eurylomia similliforma är en fjärilsart som beskrevs av Rothschild 1913. Eurylomia similliforma ingår i släktet Eurylomia och familjen björnspinnare. Inga underarter finns listade i Catalogue of Life.